# Majklova adicija
Majklova adicija (Majklova reakcija) je nukleofilna adicija karbanjona ili drugog nukleofila u jedinjenje sa alfa, beta nezasićenim karbonilom. Ona pripada većoj klasi konjugatnih adicija. Ona je jedan od najkorisnijih metoda za blago formiranje C-C veza. Postoje mnoge asimetrične varijante.
U ovom šematskom prikazu R i R' supstituenti nukleofila (Mijklovog donora) su elektron-odvlačeće grupe, na primer acil i cijano. One čine metilenski vodonik kiselim, čime se formira karbanjon tokom reakcije sa bazom B:. Supstituent aktiviranog alkena (Majklov akceptor), je obično keton, tako da je to enon, mada on takođe može da bude nitro grupa.

## Definicija
Ovu reakciju je originalno definisao Artur Majkl, kao adiciju enolata ketona ili aldehida na β ugljenik α,β-nezasićenih karbonilnih jedinjenja. Novija definicija, koju je predložio Kohler, je 1,4-adicija dvostruko stabilizovanog ugljeničnog nukleofila na α,β-nezasićeno karbonilno jedinjenje. Neki primeri nukleofila su beta-ketoestri, malonati, i beta-cijanoestri. Rezultujući produkt sadrži veoma korisni 1,5-dioksigenisani motiv.
Klasični primeri Majklove reakcije su reakcije između: 
- dietil malonata (Majklovog donora) i dietil fumarata (Majklovog akceptora),[10]
- mesitil oksida i dietil malonata[11]
- dietil malonata i metil krotonata[12]
- 2-nitropropan i metil akrilata[13]
- etil fenilcijanoacetat i akrilonitril[14] i
- nitropropan i metil vinil keton.[15]

Majklova adicija je važan atomski ekonomičan metod za dijastereoselektivno i enantioselektivno formiranje C-C veze. Klasična tandem sekvenca Majklove i aldolne adicije je Robinsonova anulacija.

## Mehanizam
Reakcioni mehanizam je jedinjenja 1, gde su R alkoksi ostaci, sa nukleofilom:
Deprotonacija 1 bazom dovodi do stabilizacije karbanjona (2) njegovim elektron-odvlačećim grupama. Strukture 2a do 2c su tri rezonantne strukture ove molekulske vrste, dve od kojih imaju enolatne jone. Ovaj nukleofil reaguje sa elektrofilnim alkenom 3 da formira 4 u reakciji konjugatne adicije. Protonska apstrakcija sa protonovane baze (ili rastvarača) enolatom 4 do 5 je finalni korak.

## Spoljašnje veze
- Majklova adicija